# Freienorla
Freienorla település Németországban, azon belül Türingiában. Lakosainak száma 309 fő (2023. december 31.).

## Népesség
A település népességének változása:
| Lakosok száma | 331  | 335  | 328  | 319  | 309  |
|               | 2017 | 2019 | 2021 | 2022 | 2023 |